# 石峡镇
石峡镇，是中华人民共和国甘肃省陇南市西和县下辖的一个乡镇级行政单位。

## 行政区划
石峡镇下辖以下地区：
牛儿村、川儿村、潘湾村、杨湾村、库根村、石峡村、土桥村、双庙村、青坝村、坦土村、高河村、高灯村、大李村和四坪村。